# بريغيه

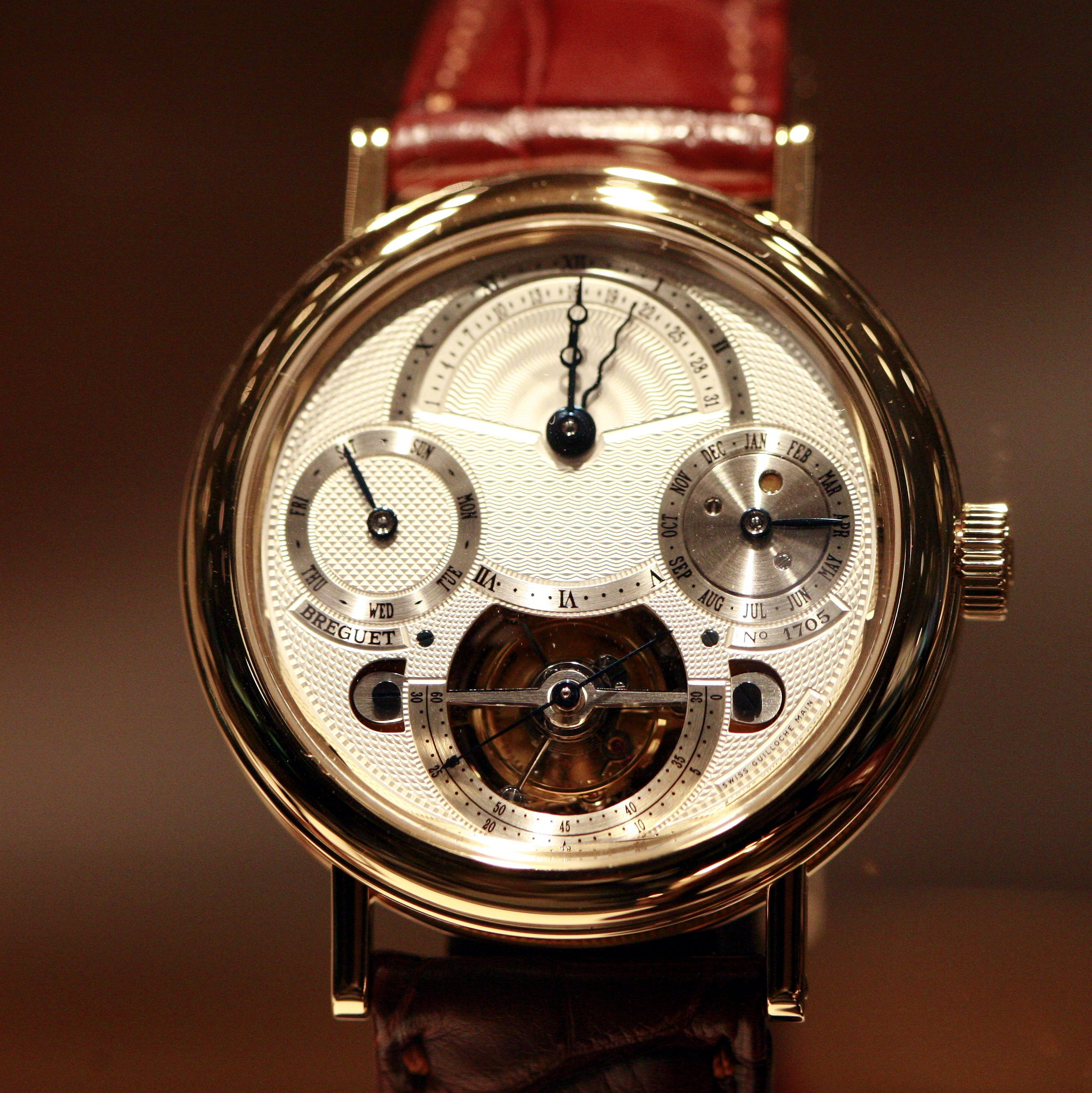
ساعة بريغيه

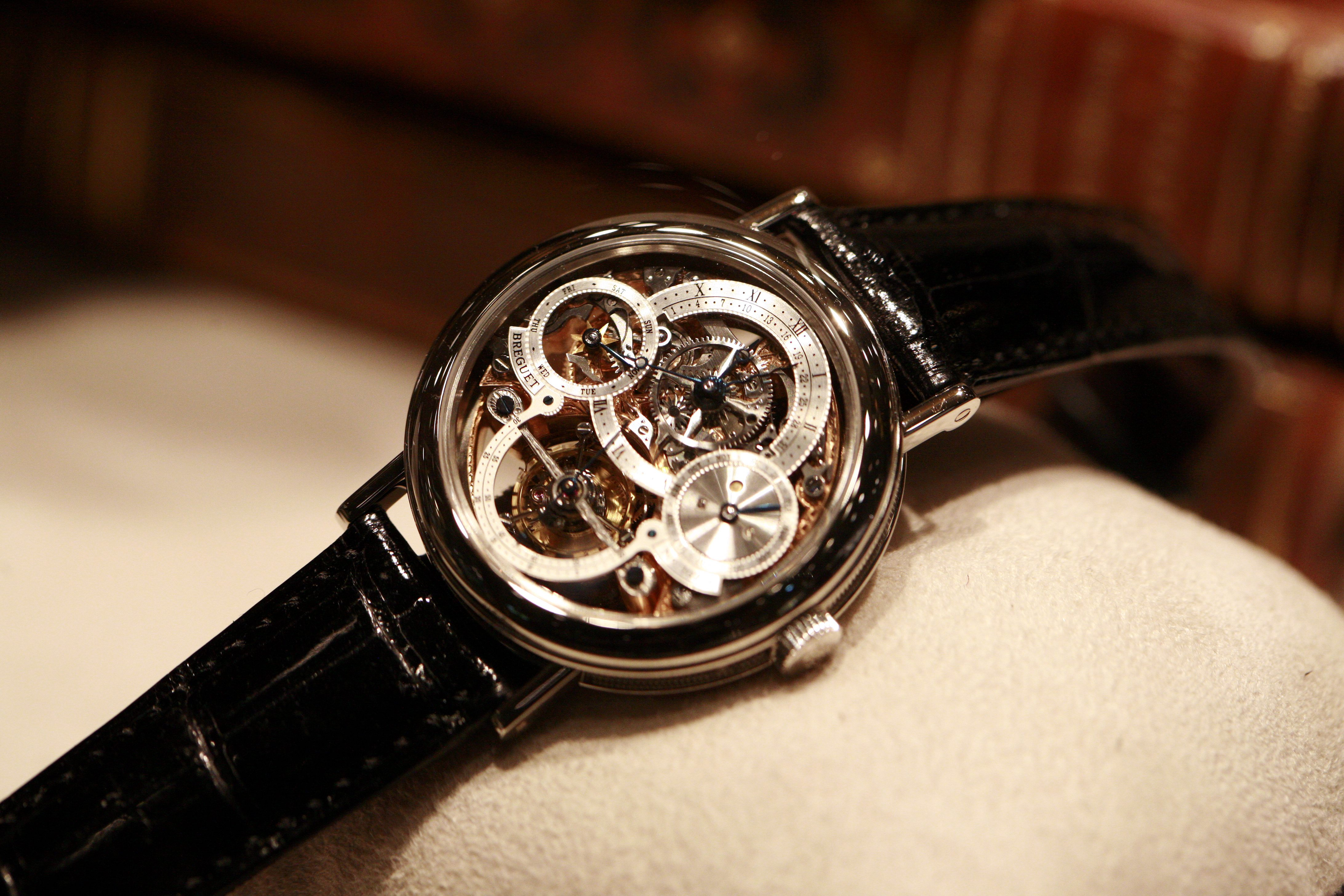
ساعة بريغيه ترى فيها المكونات الداخلية.

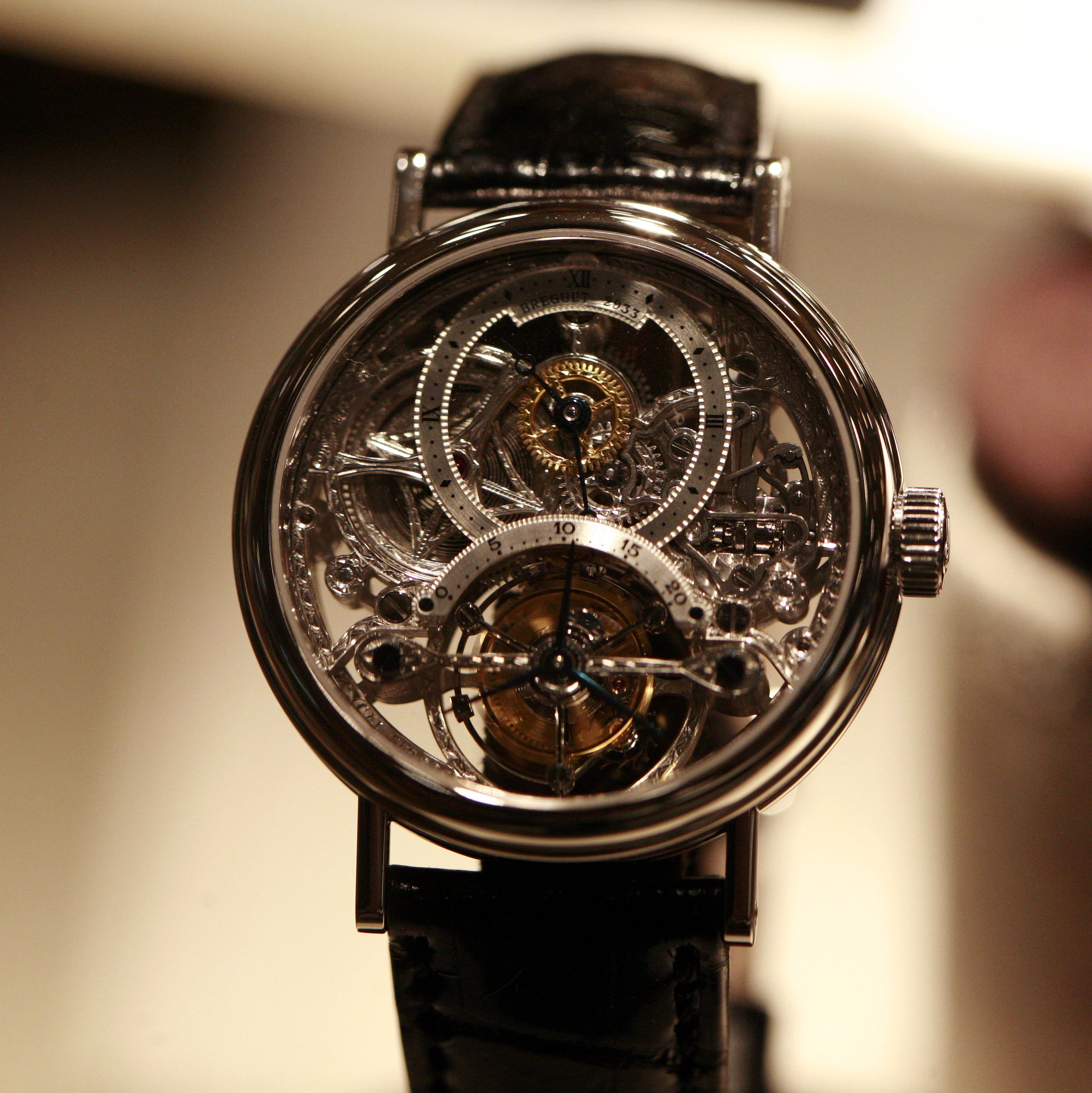
ساعة بريغيه شفافة بالكامل وترى فيها أغلب المكونات الداخلية.

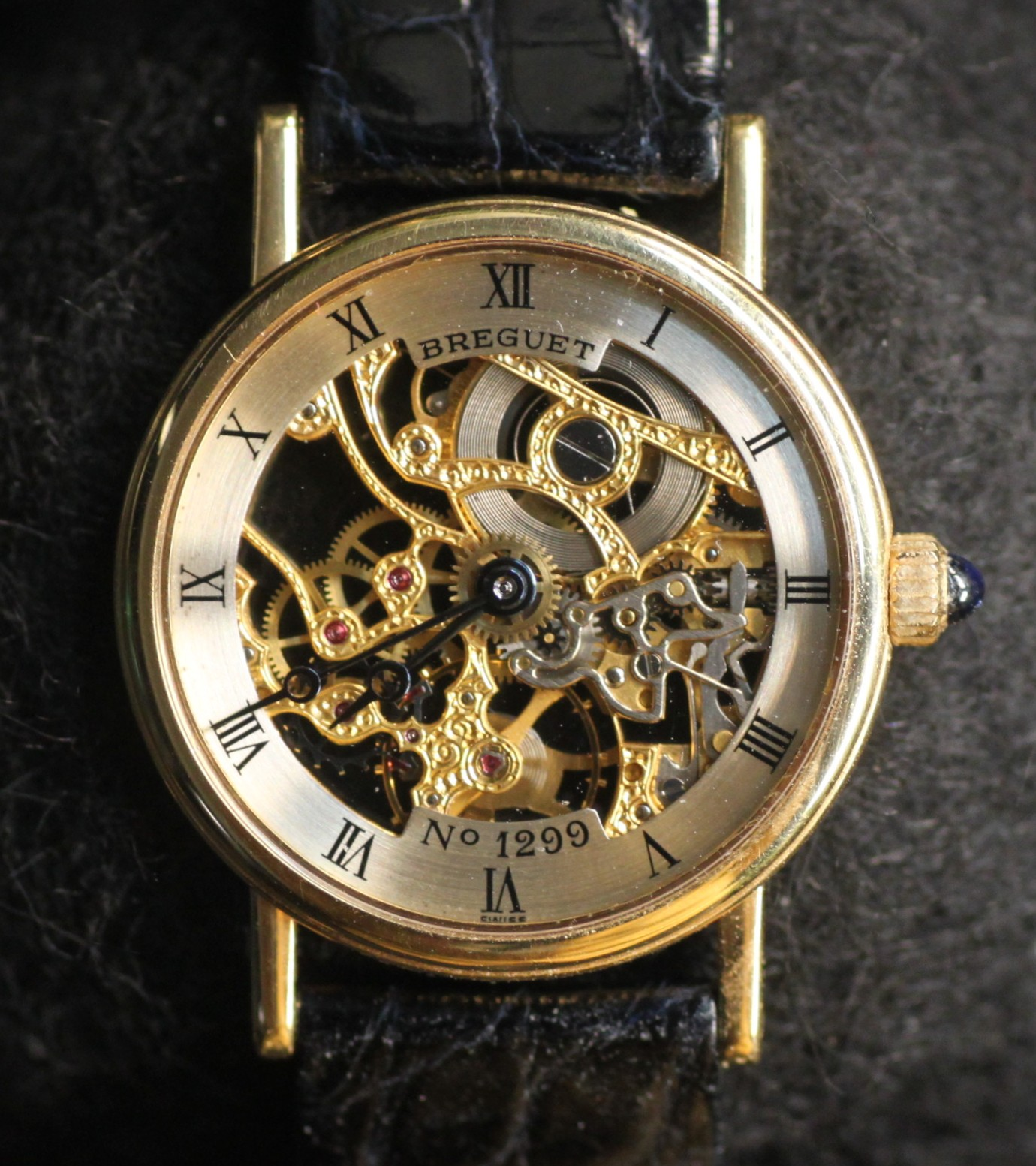
ساعة بريغيه.

بريغيه  (بالفرنسية: Breguet) هي علامة تجارية فخمة فرنسية لساعات اليد، تتمركز الآن في سويسرا، أسسها الفيزيائي والساعاتي الفرنسي أبراهام بريغيه في باريس سنة 1775.

إلى حد الآن، شركة بريغيه المحدودة للساعات  تنتمي إلى مجموعة سواتش. منذ 1976، تم تحويل مركز شركة بريغيه ومصانعها إلى مدينة لاباي (كانتون فود) في فالي دو جو في سويسرا.

تعتبر شركة بريغيه من أقدم شركات الساعات التي لا تزال تنشط في مجالها، وكذلك هي رائدة في مجال تكنولوجيا صناعة الساعات، وأشهر من يستعمل حركة ونظام الدوامات في ساعاتها. تم تأسيس الشركة من قبل أبراهام بريغيه، الفيزيائي والساعاتي الفرنسي المشهور.

بدأت الشركة حديثا بصناعة أقلام الحبر، إشادة بالكتاب الذين ذكروا المخترع بريغيه في أعمالهم الفنية. يتم التعرف على ساعات بريغيه بسهولة عن طريق الغلاف المخدد الذي عادة ما يكون مذهبا، والدائرة المحيطة بالأرقام المظفرة الناعمة، وكذلك عقرب الساعة المصنوع من الحديد الأزرق الذي ينتهي بدوائر مثقوبة.

## التاريخ
- 1747: ولادة أبراهام بريغيه في نيوشاتل عندما لازالت تحت حكم بروسيا.
- 1775: أبراهام بريغيه ينتقل إلى باريس.
- 1780: إنطلاق أولى الساعات الأوتوماتيكية وسميت «الأبديات».
- 1783: إختراع الطابع الربيعي للساعات المكررة.
- 1789: إختراع مفتاح الكريكت (أو مفتاح بريغيه).
- 1790: إختراع الجهاز المضاد للصدمات.
- 1795: التقويم الدائم.
- 1801: منظم حركة الدوامة (توربيون).
- 1802: ميزان الطبيعية ذي الدولابين.
- 1810-1812: أول ساعة يد في شكل سوار تطلبها ملكة نابولي كارولين بونابرت.
- 1815: كرونومتر بحري ذو دولابين إثنين.
- 1823: وفاة أبراهام بريغيه.
- 1830: أول ساعة يد بلفاف دون مفتاح.
- 1987: نقل مصانع بريغيه إلى فالي دو جو في سويسرا.
- 1999: شركة بريغيه تنظم إلى مجموعة بريغيه.

## المجموعات
للرجال:
- كلاسيكية: بسيطة، معقدة.
- بحرية: للماء والرياضة.
- تراثية: ذات شكل البرميل.
- طراز XX: قوية، سعات طيران مع خاصية الإرتداد (فلايباك).
- تقليد بريغيه: مشابهة إلى أوصاف وساعات بريغيه، اختفت الآن.

للنساء (أغلبيتها في شكل مجوهرات):
- كلاسيكية.
- بحرية.
- تراثية.
- طراز XX.
- ملكة نابولي: لتخليد ذكرى الساعة التي في شكل سوار التي صنعها بريغيه لملكة نابولي كارولين بونابرت.

يوجد لدى بريغيه عدة أنواع أخرى من الساعات، وأنواع ثمينة من المجوهرات النسائية وكذلك أقلام حبر فخمة.

## مشاهير استعملوا ساعات بريغيه
- ماري أنطوانيت، ملكة فرنسا.
- لويس السادس عشر، ملك فرنسا.
- لويس أنطوان دو بوغنفيل، مستكشف فرنسي.
- نابليون الأول،حاكم فرنسا وملك إيطاليا وإمبراطور الفرنسيين.
- آرثر ويلزلي، دوق ولنغتون.
- شارل موريس تاليران، قائد عسكري وأمير فرنسي.
- أكسل فرسن، دبلوماسي سويدي.
- جوزفين، إمبراطورة فرنسا.
- سليم الثالث، خليفة المسلمين وسلطان الدولة العثمانية.
- كارولين بونابرت، ملكة نابولي.
- ألكسندر الأول، إمبراطور روسيا وملك بولندا.
- ميشال نيي، مارشال الدولة الفرنسية.
- جورج واشنطن، أول رئيس للولايات المتحدة.
- فيكتوريا، ملكة بريطانيا العظمى.
- ونستون تشرشل، رئيس وزراء بريطانيا.
- آرثر روبنشتاين، عازف بيانو بولندي.
- سيرجي رخمانينوف، ملحن وعازف بيانو روسي.
- نيكولا ساركوزي، رئيس فرنسا.
- أرسطو أوناسيس، رجل أعمال يوناني وأحد أغنى الرجال في العالم.
- كيريل الأول، أسقف الكنيسة الروسية الأرثوذكسية وبطريرك موسكو وعموم روسيا.

شخصيات خيالية إستعملتها:
- ستيفن ماتورين في كتب والأعمال الفنية لباتريك أوبريان.
- بارون دانغلار في رواية الكونت دي مونت كريستو للروائي ألكسندر دوما.
- فيلياس فوج في رواية حول العالم في ثمانين يوما للروائي جول فيرن.
- يفغيني اونيغين في رواية يفغيني اونيغين للروائي ألكسندر بوشكين.

## روابط خارجية
- الموقع الرسمي.